# Antler (Dakota del Norte)
Antler es una ciudad ubicada en el condado de Bottineau en el estado estadounidense de Dakota del Norte. En el censo de 2010 tenía una población de 27 habitantes y una densidad poblacional de 63,18 personas por km².

## Geografía
Antler se encuentra ubicada en las coordenadas 48°58′16″N 101°16′59″O / 48.97111, -101.28306. Según la Oficina del Censo de los Estados Unidos, Antler tiene una superficie total de 0.43 km², de la cual 0.43 km² corresponden a tierra firme y (0%) 0 km² es agua.

## Demografía
Según el censo de 2010, había 27 personas residiendo en Antler. La densidad de población era de 63,18 hab./km². De los 27 habitantes, Antler estaba compuesto por el 96.3% blancos, el 0% eran afroamericanos, el 3.7% eran amerindios, el 0% eran asiáticos, el 0% eran isleños del Pacífico, el 0% eran de otras razas y el 0% pertenecían a dos o más razas. Del total de la población el 3.7% eran hispanos o latinos de cualquier raza.